# Bigger Than Us
Bigger Than Us (englisch für „Größer als wir“) ist ein englischsprachiger Popsong von Laurell Barker, Anna-Klara Folin, John Lundvik und Jonas Thander. Er wurde anlässlich des britischen Vorentscheids zum Eurovision Song Contest 2019 sowohl von Michael Rice, als auch von Holly Tandy interpretiert. In der Version von Rice ging der Song als Sieger hervor und Rice vertrat damit das Vereinigte Königreich beim Eurovision Song Contest 2019 in Tel Aviv.

## Beim Vorentscheid
Die BBC kündigte an, den britischen Eurovisions-Vorentscheid dahingehend zu ändern, dass jeweils ein teilnehmendes Lied von zwei Interpreten in unterschiedlichen Versionen vorgestellt wird. Es standen drei Lieder zur Auswahl, somit gab es sechs mögliche Interpreten. Bigger Than Us wurde zuerst von Holly Tandy gesungen, danach von Michael Rice. Die Version von Rice erreichte schließlich das Finale, in welchem er die Höchstzahl der abgegebenen Stimmen auf sich vereinigen konnte.

## Inhaltliches
Laurell Barker tritt beim Eurovision Song Contest 2019 bereits mit zwei weiteren Liedern an. Ebenso repräsentiert John Lundvik Schweden als Interpret mit Too Late for Love. Jonas Thander schrieb den litauischen Beitrag 2016 sowie mehrere Vorentscheidstitel in den Jahren zuvor.
Die Version von Rice ist in einem klassischen Arrangement, mit Streichern unterlegt, gehalten. Nach der ersten Strophe und dem Pre-Chorus wird der Refrain gesungen, danach noch einmal der Pre-Chorus und der Refrain. Schließlich setzt der Chor ein und der Refrain wird in einer höheren Tonart wiederholt (vgl. Rückung). Holly Tandys Interpretation weist Einflüsse der Country-Musik auf.

## Beim Eurovision Song Contest
Als Mitglied der sogenannten „Big Five“ stand dem Vereinigten Königreich ein sicherer Startplatz im Finale zu. Wenige Wochen nach dem Sieg beim Vorentscheid wurde bekannt, dass Sahlene als Background-Sängerin den britischen Titel unterstützen wird. Später wurden die restlichen Sänger vorgestellt, bestehend aus Melanie Wehbe, Linda Pritchard, Desta Zion Wilson und Chin Simon.

Das Vereinigte Königreich erhielt im Finale die Startnummer 16 zwischen den Songs Spirit in the Sky und Hatrið mun sigra. Bei der Punktevergabe erhielt das Land drei Punkte von den irischen Anrufen, sowie 8 Punkte der Jurys, was in der Summe 11 Punkte macht. Somit landete Bigger Than Us auf dem letzten von 26 Plätzen.

## Veröffentlichung
Der Titel wurde einen Monat nach dem Vorentscheid, am 8. März 2019, u. a. auf iTunes veröffentlicht.
Am 20. April 2019 wurde das Musikvideo veröffentlicht. Tim Langley führte Regie. Es behandelt die Freundschaft von zwei Schülern, die sich gegen den Willen ihrer Eltern treffen.

## Rezeption
ESCXtra lobte Rice’ gesangliche Fähigkeiten, seine Bühnenpräsenz, sowie die Rückung im Song, bemängelte jedoch, dass dieser zu austauschbar sei. Aus dem Vorentscheid sei Kerrie-Anne die bessere Wahl gewesen. Der Beitrag erhielt 5,41 von 10 Punkten.
ESC Kompakt vergab 20 von 36 Punkten.
Bei Wiwibloggs wurden im Rahmen des britischen Vorentscheids der Version von Michael Rice 6,7 Punkte vergeben. Holly Tandy schnitt mit 6,4 von 10 Punkten leicht schlechter ab. In der Gesamtliste der Eurovisions-Lieder des Jahres 2019 erreichte das Lied bei Wiwibloggs dagegen nur noch 5,8 Punkte.